# Epixiphium
Epixiphium é um género botânico pertencente à família Plantaginaceae. Tradicionalmente este gênero era classificado na família das Scrophulariaceae.

## Espécies
- Epixiphium wislizeni
- Epixiphium wislizenii